# 容詠嫦
容詠嫦（英語：Amy Yung Wing-sheung，1952年—），前香港離島區議會愉景灣選區議員。前公民黨及公共專業聯盟成員，亦為執業會計師，容詠嫦會計師事務所合夥人。

## 簡介
容詠嫦是執業會計師，作為區議員她包括關注小業主權益，並對大廈管理和資源運用有豐富的經驗。她由1997年起擔任愉景灣碧濤村業主委員會主席，她亦由2001年起出任民政事務署大廈資源中心會計大使。她現任香港會計師公會屬下的中小型執業所委員會和社會服務工作委員會的委員。
她於2005年獲得特許公認會計師公會的傑出成就獎，表揚她對會計界及社會的貢獻。2008年曾經和陳淑莊及余若薇合組名單參加2008年香港立法會選舉，排名第三的她未能取得議席。